# Bong County
Bong County ist eine Verwaltungsregion (County) in Liberia, sie hat eine Größe von 8 772 km² und besaß bei der letzten Volkszählung (2008) 333.481 Einwohner.

## Geographie
Bong County liegt im Zentrum des Landes. Sie wurde 1964 gebildet und ist in zwölf Distrikte gegliedert. Die Hauptstadt ist Gbarnga im Distrikt Yeallequelleh.
| Distrikt      | Ew. (2008) männlich | Ew. (2008) weiblich | Ew. (2008) Gesamt |
| ------------- | ------------------- | ------------------- | ----------------- |
| Boinsen       | 4.041               | 4.169               | 8.210             |
| Fuamah        | 14.630              | 14.193              | 28.823            |
| Jorquelleh    | 38.293              | 40.836              | 79.129            |
| Kokoya        | 1.829               | 1.873               | 3.702             |
| Kpaai         | 13.044              | 12.905              | 25.949            |
| Panta         | 8.137               | 8.336               | 16.473            |
| Salala        | 21.823              | 21.794              | 43.617            |
| Sanoyeah      | 15.036              | 15.294              | 30.330            |
| Suakoko       | 14.381              | 14.799              | 29.180            |
| Tukpahbllee   | 5.737               | 5.994               | 11.731            |
| Yeallequelleh | 17.970              | 18.127              | 36.097            |
| Zota          | 9.938               | 10.302              | 20.240            |
| Bong          | 164.859             | 168.622             | 333.481           |

Die Distrikte Panta und Zota grenzen an Guinea. Die Bevölkerung setzt sich hauptsächlich aus den Ethnien der Kpelle und Mandinka zusammen.

## Geschichte
Bong County wurde 1964 gebildet, ebenso wie Lofa County, Nimba County und Grand Gedeh County. Im liberianischen Bürgerkrieg nutzte Charles Taylor in der ersten Hälfte der 1990er Jahre die Stadt Gbarnga als Basis.

## Wirtschaft
Bong County zählt zusammen mit Lofa County und Nimba County zu den landwirtschaftlich ertragreichsten Regionen Liberias. Ein privates Unternehmen hat sich niedergelassen und bewirtschaftet insgesamt  1.125 Hektar Land, davon 400 Hektar  Lowland-Reis und 425  Hektar Upland-Reis, Gemüse, Fisch und Vieh und sorgt so für dringend benötigte Beschäftigung in der Umgebung.
Das Bong Range Gebirge  war Konzessionsgebiet der inzwischen erloschenen Bong Mining Company, es wurde inzwischen  in ein Anbaugebiet für Reis umgewandelt. Ein Teil des Tagebaus hat sich mit Grundwasser gefüllt und wird nun als Bomi Lake bezeichnet. Die etwa 400 Hektar werden von 750 Bauern bewirtschaftet, von denen die meisten ehemalige Mitarbeiter des Bergbaugesellschaft sind. Die Erzeugung von Reis-Saatgut wurde durch ein bilaterales Abkommen mit Taiwan wiederaufgenommen.
Spenden an Landwirtschafts-Gemeinschaften zur Produktion von Lowland-Reis, Versorgung mit Setzlingen zum Ersatz der alternden Kakao- und Kaffeepflanzen, Wasser und Abwasser und auch Nahrung helfen der Region, sich von den Auswirkungen des Bürgerkrieges zu erholen.
Das Violett in der Flagge von Bong County symbolisiert den Sonnenaufgang, das Orange die Neuheit der Region. Zwei geologische Instrumente stehen für den Bergbau in der Region.

## Politik
Bei den ersten demokratischen Senatswahlen nach dem Bürgerkrieg wurden Jewel Howard-Taylor von der NPP und Franklin Obed Siakor als parteiloser Kandidat gewählt.